# Тереховка
Терехо́вка (біл. Церахо́ўка) — селище міського типу в Добруському районі Гомельської області. Лежить за 39 км на південний схід від Гомеля на річці Уть (притока Сожу). Залізнична станція на гілці Гомель — Бахмач. На станції діє пункт контролю на кордоні з Україною Тереховка — Сновськ.
З Гомеля до Тереховки курсують автобуси й приміські потяги. У селищі — хлібозавод, льонозавод. За 27 км на південний схід від Тереховки розташований «Монумент Дружби» — точка перетину державних кордонів Білорусі, Росії й України.